# Dwars door het Hageland 2023 (mannen)
De 20e editie van de Belgische wielerwedstrijd Dwars door het Hageland vond voor mannen plaats op 10 juni 2023. Deze editie werd, net als die van 2021, gewonnen door de Noor Rasmus Tiller. Achter Tiller eindigde de Belgen Stan Van Tricht en Florian Vermeersch. In een sprint met z'n drieën voor de overwinning was Tiller de sterkste. Mathieu van der Poel eindigde als 13e en was zodoende de beste Nederlander in de wedstrijd. De wedstrijd was onderdeel van de UCI ProSeries.

## Uitslag
| Plaats  | Naam               | Ploeg                    | tijd     |
| ------- | ------------------ | ------------------------ | -------- |
| Winnaar | Rasmus Tiller      | Uno-X Pro Cycling Team   | 4u09'02" |
| 2       | Stan Van Tricht    | Soudal-Quick Step        | z.t.     |
| 3       | Florian Vermeersch | Lotto-Dstny              | z.t.     |
| 4       | Yves Lampaert      | Soudal-Quick Step        | + 10"    |
| 5       | Simon Clarke       | Israel-Premier Tech      | z.t.     |
| 6       | Loïc Vliegen       | Intermarché-Circus-Wanty | + 19"    |
| 7       | Søren Wærenskjold  | Uno-X Pro Cycling Team   | + 276    |
| 8       | Jenthe Biermans    | Arkéa Samsic             | + 28"    |
| 9       | Tom Van Asbroeck   | Israel-Premier Tech      | z.t.     |
| 10      | Matyáš Kopecký     | Team Novo Nordisk        | z.t.     |

Mannen: 2001 · 2002 · 2003 · 2003-2006 · 2007 · 2008 · 2009 · 2010 · 2011 · 2012 · 2013-2015 · 2016 · 2017 · 2018 · 2019 · 2020 · 2021 · 2022 · 2023 · 2024 · 2025
Vrouwen: 2021 · 2022 · 2023 · 2024 · 2025
Ronde van San Juan ·
Ronde van Valencia ·
Clásica de Almería ·
Ronde van Oman ·
Ronde van de Algarve ·
Ruta del Sol ·
Faun Ardèche Classic ·
La Drôme Classic ·
Kuurne-Brussel-Kuurne ·
Trofeo Laigueglia ·
Milaan-Turijn ·
Nokere Koerse ·
GP Denain ·
Bredene Koksijde Classic ·
GP Industria & Artigianato-Larciano ·
Grote Prijs Miguel Indurain ·
Scheldeprijs ·
Brabantse Pijl ·
Ronde van de Alpen ·
Grote Prijs van Plumelec ·
Tro Bro Léon ·
Ronde van Hongarije ·
Vierdaagse van Duinkerke ·
Boucles de la Mayenne ·
Ronde van Noorwegen ·
Brussels Cycling Classic ·
Dwars door het Hageland ·
Ster ZLM Tour ·
Ronde van België ·
Ronde van Slovenië ·
Ronde van het Qinghaimeer ·
Ronde van Wallonië ·
Ronde van Burgos ·
Ronde van Denemarken ·
Arctic Race of Norway ·
Ronde van Duitsland ·
Maryland Cycling Classic ·
Ronde van Groot-Brittannië ·
Grote Prijs van Fourmies ·
Grote Prijs van Wallonië ·
Coppa Sabatini ·
Super 8 Classic ·
Ronde van het Taihu-meer ·
Ronde van Luxemburg ·
Circuit Franco-Belge ·
Ronde van Langkawi ·
Ronde van Emilia ·
Coppa Bernocchi ·
Ronde van de Drie Valleien ·
Ronde van het Münsterland ·
Ronde van Piemonte ·
Ronde van Hainan ·
Parijs-Tours ·
Ronde van Veneto ·
Japan Cup ·
Veneto Classic